# El Espíritu Santo en las distintas confesiones cristianas

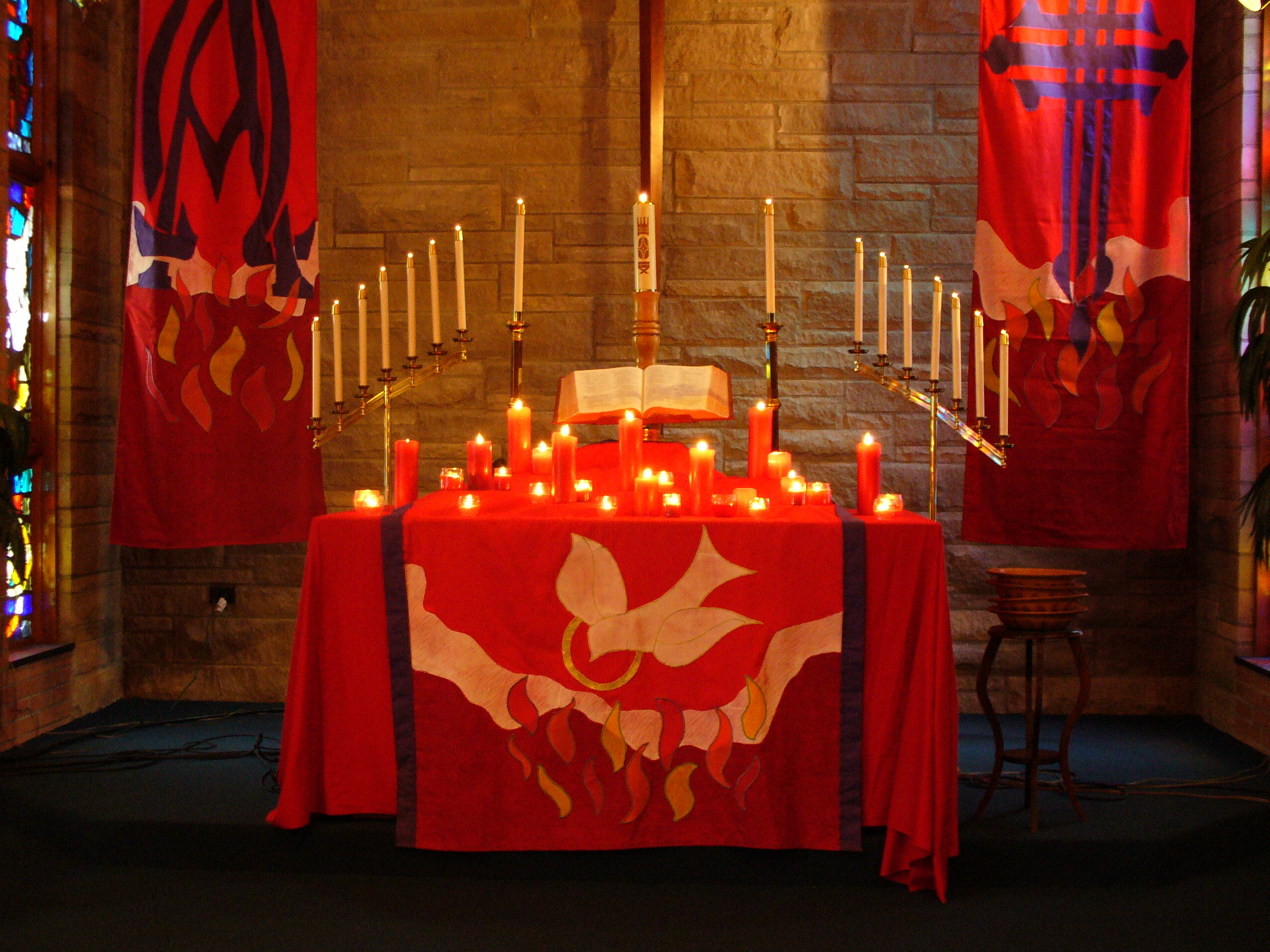
El altar de una iglesia protestante en Pentecostés con un mantel que representa el movimiento del Espíritu Santo

Existen diferencias doctrinales respecto al Espíritu Santo en las distintas confesiones cristianas. Un ejemplo bien conocido es la controversia del Filioque, los debates centrados en si el Credo de Nicea debe afirmar que el Espíritu "procede del Padre" y luego tener una parada, ya que el credo fue adoptado inicialmente en griego (y seguido después por la Iglesia Oriental), o debe decir "del Padre y del Hijo", como fue adoptado más tarde en latín y seguido por la Iglesia Occidental, siendo filioque y el Hijo" en latín.
La mayoría de la corriente principal del Protestantismo mantiene puntos de vista similares sobre la teología del Espíritu Santo que la Iglesia católica, pero hay diferencias significativas en las creencias entre el Pentecostalismo y el resto del Protestantismo. El Movimiento Carismático dentro de las Iglesias cristianas de la corriente principal tiene un enfoque en los "dones del Espíritu Santo", pero difieren de los movimientos pentecostales.
Los puntos de vista cristianos no trinitarios sobre el Espíritu Santo difieren significativamente de la corriente principal de la doctrina cristiana.

## Catolicismo
«El Espíritu Santo es la tercera persona de la Santísima Trinidad».
Aunque es realmente distinto, como Persona, del Padre y del Hijo, es consustancial a Ellos; siendo Dios como Ellos, posee con Ellos una misma Esencia o Naturaleza Divina... Es por su operación que la Encarnación del Verbo, se realiza."
La Iglesia acostumbra a atribuir al Padre aquellas obras de la Divinidad en las que sobresale el poder, al Hijo aquellas en las que sobresale la sabiduría, y aquellas en las que sobresale el amor al Espíritu Santo... El Espíritu Santo es la causa última de todas las cosas, ya que, como la voluntad y todas las demás cosas descansan finalmente en su fin, así Él, que es la Bondad Divina y el Amor Mutuo del Padre y del Hijo, completa y perfecciona, con su poder fuerte pero suave, la obra secreta de la salvación eterna del hombre. 
El Espíritu Santo es el Maestro de la Oración. En Romanos 8:26-27, Pablo dice: Del mismo modo, el Espíritu nos ayuda en nuestra debilidad. No sabemos por qué debemos orar, pero el Espíritu mismo intercede por nosotros con gemidos que no se pueden expresar con palabras. Y el que escudriña los corazones sabe cuál es la intención del Espíritu, porque intercede por los santos según la voluntad de Dios.
Al Espíritu Santo se le atribuyen las operaciones de la gracia y la santificación de las almas, y en particular los dones y frutos espirituales. Los dones del Espíritu Santo son de dos clases: 
- El primero, mencionados en Isaías (11:2-3), están especialmente destinados a la santificación de la persona que los recibe. Son la sabiduría, el entendimiento, el consejo, la fortaleza, la ciencia, la piedad y el temor del Señor.[9] Los frutos del Espíritu Santo se enumeran tradicionalmente como caridad, alegría, paz, paciencia, amabilidad, bondad, generosidad, mansedumbre, fidelidad, modestia, autocontrol y castidad.
- Los segundos, más propiamente llamados carismáticos, son favores extraordinarios concedidos para la ayuda de los demás. Se enumeran en (1 Corintios 12:8-10): "La palabra de sabiduría, la palabra de conocimiento, la fe, la gracia de curar, la realización de milagros, la profecía, el discernimiento de espíritus, las diversas clases de lenguas, la interpretación de los discursos".[10]

Alrededor del siglo VI, la palabra Filioque fue añadida al Credo de Nicea, definiendo como enseñanza doctrinal que el Espíritu Santo "procede del Padre y del Hijo".  Los padres latinos afirman que el Espíritu Santo procede del Padre y "del" Hijo, los padres orientales generalmente dicen que procede del Padre "a través" del Hijo. En realidad, el pensamiento expresado por griegos y latinos es uno y el mismo, sólo el modo de expresarlo es ligeramente diferente. Aunque las Iglesias católicas de rito oriental están obligadas a creer en la enseñanza doctrinal contenida en el Filioque, no todas están obligadas a insertarlo en el Credo cuando se recita durante la Divina Liturgia, para utilizar el  texto litúrgico tal como era en la antigüedad.

## Ortodoxia
La Ortodoxia proclama que el Padre es la fuente eterna de la Divinidad, de quien el Hijo es engendrado eternamente, y también de quien el Espíritu Santo procede eternamente. A diferencia de la Iglesia católica y del cristianismo occidental en general, la Iglesia ortodoxa no adopta el uso de la Filioque ("y el Hijo") al describir la procesión del Espíritu Santo. El Filioque fue mencionado por primera vez en el III Concilio de Toledo en 589 y fue añadido por la Iglesia católica al Credo en el siglo XI. Se cree que el Espíritu Santo procede eternamente del Padre, como dice Cristo en Juan 15:26, y no del Padre y del Hijo, como afirman las Iglesias católica y protestante. La Iglesia Ortodoxa Griega enseña que el Espíritu Santo procede "por" el Hijo, pero sólo "del" Padre. La posición ortodoxa es que el Hijo envió el Espíritu Santo en Pentecostés sólo en el tiempo, en la historia humana, como parte de la economía de nuestra salvación, pero no desde la eternidad. Doctrina ortodoxa respecto a la Santísima Trinidad se resume en el Símbolo de la fe (Credo niceno-constantinopolitano). El uso de los  ortodoxos orientales coincide con el uso y las enseñanzas de los ortodoxos en esta materia.  La Iglesia Asiria de Oriente también conserva la fórmula original del Credo sin el Filioque.

## Protestantismo
La mayoría de la corriente principal del Protestantismo mantiene puntos de vista similares sobre la teología del Espíritu Santo que la Iglesia católica, como se ha descrito anteriormente.  Hay diferencias significativas en las creencias entre el pentecostalismo y el resto del protestantismo.

### Metodismo
La teología metodista enseña:

El Espíritu Santo procede del Padre y del Hijo (Juan 15:26), y es uno con Ellos, siempre presente y eficazmente activo en y con la Iglesia de Cristo. Como Ejecutivo de la Divinidad, convence al mundo del pecado (Juan 16:8), regenera a los que se arrepienten (Juan 3:5), santifica a los creyentes (Hechos 15:8, 9) y guía a todos a la verdad, como la verdad está en Jesús (Juan 16:13). -Principios de Fe, Asociación de Iglesias Emmanuel

### Pentecostalismo

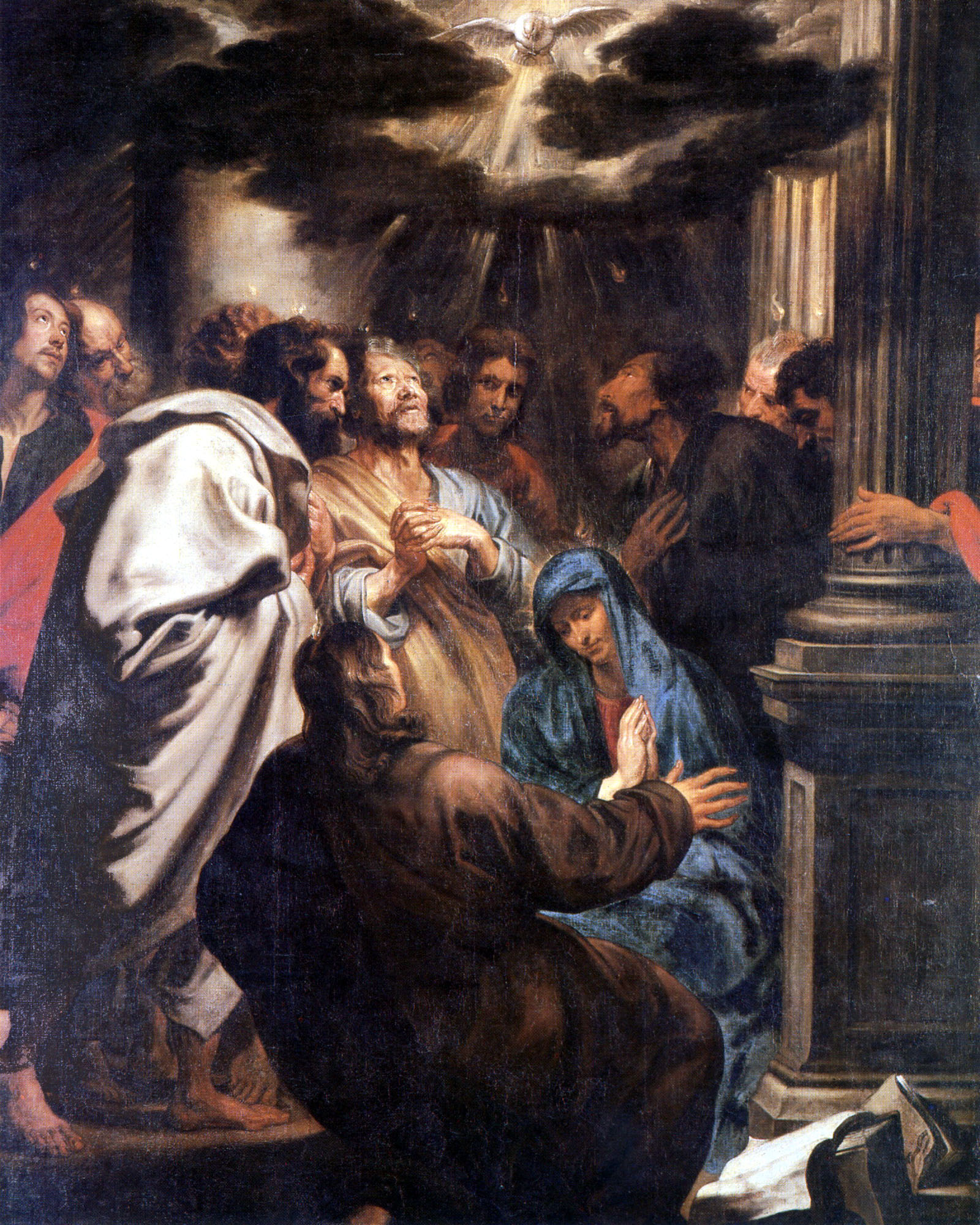
El Espíritu Santo descendiendo en Pentecostes por Anthony van Dyck, circa 1618.

Aunque el Espíritu Santo es reconocido como Dios en todas las confesiones principales, se le da un énfasis particular en las iglesias pentecostales. En estas iglesias se le considera el dador de los Dones del Espíritu Santo naturales y sobrenaturales, como la lenguas y la profecía, a los cristianos modernos.
El movimiento cristiano llamado pentecostalismo deriva su nombre del evento de Pentecostés, la venida del Espíritu Santo cuando los discípulos de Jesús se reunieron en Jerusalén.Hechos 2 Los pentecostales creen que cuando un creyente es "bautizado en el Espíritu Santo", los dones del Espíritu (también llamados charismata) se activan en el receptor para edificar el cuerpo de Cristo, la iglesia. Algunos de estos dones se enumeran en 1  Corintios 12.
El movimiento pentecostal pone especial énfasis en la obra del Espíritu Santo, y especialmente en los dones mencionados anteriormente, creyendo que todavía se dan hoy en día. Gran parte del pentecostalismo diferencia el "bautismo con el Espíritu Santo" de la experiencia salvífica del nacido de nuevo, considerándola una experiencia generalmente distinta en la que el poder del Espíritu es recibido por el cristiano de una manera nueva, con la creencia de que el cristiano puede ser utilizado más fácilmente para realizar señales, don de milagros y maravillas en aras de la evangelización o para el ministerio dentro de la iglesia (el cuerpo de Cristo) y la comunidad. También hay algunos pentecostales que creen que el bautismo del Espíritu es un elemento necesario para la salvación, no una "segunda bendición". Estos pentecostales creen que en el bautismo en el Espíritu Santo, el poder del Espíritu es liberado en sus vidas.
Muchos pentecostales creen que la evidencia inicial normativa de esta llenura (bautismo) del Espíritu Santo es la capacidad de hablar en otras lenguas (glosolalia), y que las lenguas son una de las varias manifestaciones espirituales de la presencia del Espíritu Santo en la vida de un creyente individual.

## Movimiento de Restauración e Iglesias de Cristo
A finales del siglo XIX, el punto de vista predominante en el Movimiento de Restauración era que el Espíritu Santo actúa actualmente sólo a través de la influencia de las escrituras inspiradas. Este punto de vista racionalista se asoció con Alexander Campbell, que estaba "muy afectado por lo que consideraba los excesos de las reuniones emocionales de los campamentos y los avivamientos de su época"." Creía que el Espíritu atrae a la gente hacia la salvación, pero entendía que el Espíritu lo hacía "de la misma manera que cualquier persona mueve a otra: persuadiendo con palabras e ideas". Este punto de vista llegó a prevalecer sobre el de Barton W. Stone, que creía que el Espíritu tenía un papel más directo en la vida del cristiano. Desde mediados de finales del siglo XX, muchos entre las Iglesias de Cristo se han alejado de esta teoría de "sólo palabras" de la operación del Espíritu Santo.

## Puntos de vista no trinitarios
Los puntos de vista no trinitarios sobre el Espíritu Santo difieren significativamente de la corriente principal de la doctrina cristiana y generalmente se dividen en varias categorías distintas.

### Unitarios y arrianos
Los grupos con teología Unitario como los Socinianos polacos, el Iglesia Unitaria del siglo XVIII y los Cristadelfianos conciben al Espíritu Santo no como una persona sino como un aspecto del poder de Dios. Cristadelfianos creen que la frase Espíritu Santo se refiere al poder, la mente o el carácter de Dios, dependiendo del contexto.
Aunque Arrio creía que el Espíritu Santo es una persona o ángel superior, que tuvo un principio, los grupos modernos semiarrianos como Asociación de los Estudiantes de la Biblia El Alba y Testigos de Jehová creen que el Espíritu Santo no es una persona real, sino que es el "poder en acción", el "aliento" o la "energía divina" de Dios, que no tuvo principio, y que procede sólo del Padre, y a través del Hijo, que el Padre utiliza para cumplir su voluntad. Los Testigos de Jehová no suelen poner el término en mayúsculas y definen al Espíritu Santo como "la fuerza activa de Dios".

### Binitarismo
Los Armstrongitas, como la Iglesia Viva de Dios, creen que el Logos y Dios el Padre son co-iguales y co-eternos, pero no creen que el Espíritu Santo sea una persona real, como el Padre y el Hijo. Ellos creen que el Espíritu Santo es el Poder, la Mente o el Carácter de Dios, dependiendo del contexto. Ellos enseñan, "El Espíritu Santo es la esencia misma, la mente, la vida y el poder de Dios. No es un Ser. El Espíritu es inherente al Padre y al Hijo, y emana de Ellos en todo el universo". Los cristianos de la corriente principal caracterizan esta enseñanza como la herejía del Binitarismo, la enseñanza de que Dios es una "Dualidad", el Padre y el Verbo, o "dos-en-uno", en lugar de tres.

### Grupos Modalistas
El Pentecostalismo unicitario, al igual que otros grupos modalista, enseñan que el Espíritu Santo es un modo de Dios, en lugar de una persona distinta o separada del Padre. En cambio, enseñan que el Espíritu Santo es sólo otro nombre para el Padre. De acuerdo con la teología de la Unidad, el Espíritu Santo esencialmente "es" el Padre.  La Iglesia Pentecostal Unida enseña que no hay distinción personal entre Dios el Padre, el Hijo y el Espíritu Santo.
Estos dos títulos "Padre" y "Espíritu Santo" (así como otros) no reflejan "personas" separadas dentro de la Divinidad, sino más bien dos formas diferentes en las que el único Dios se revela a sus criaturas. Así, el Antiguo Testamento habla de "El Señor Dios y su Espíritu" en Isaías 48:16, pero esto no indica dos "personas" según la teología de la Unidad. Más bien, "El Señor" indica a Dios en toda su gloria y trascendencia, mientras que las palabras "Su Espíritu" se refieren al propio Espíritu de Dios que se movió sobre el profeta y le habló. El punto de vista de la Unidad es que esto no implica dos "personas" más que las numerosas referencias bíblicas a un hombre y su espíritu o alma (como en Lucas 12:19) implican dos "personas" que existen dentro de un cuerpo.